# فرانك كوندون
فرانك كوندون (بالإنجليزية: Frank Condon)‏ هو كاتب مسرحي ومخرج أمريكي، ولد في 1943.